# Institut supérieur international du parfum, de la cosmétique et de l'aromatique alimentaire
Institut supérieur international du parfum, de la cosmétique et de l'aromatique alimentaire, (ISIPCA), fondată în 1970, este o universitate tehnică de stat din Versailles (Franța).

## Secții
- Bachelor

Domeniu: Cosmetică 
- Master

Domeniu: Parfum, Cosmetică, Aromă
- Mastère Spécialisé
- MOOC.